# روژه کراس (بازیکن فوتبال)
روژه کراس (انگلیسی: Roger Cross؛ زادهٔ ۲۰ اکتبر ۱۹۴۸) بازیکن فوتبال اهل بریتانیا است.
از باشگاه‌هایی که در آن بازی کرده‌است می‌توان به باشگاه فوتبال فولام، باشگاه فوتبال برنتفورد، باشگاه فوتبال میلوال، باشگاه فوتبال وستهام یونایتد، و باشگاه فوتبال لیتون اورینت اشاره کرد.